# Pelochyta ruficollis
Pelochyta ruficollis là một loài bướm đêm thuộc phân họ Arctiinae, họ Erebidae.